# Děvčátko z kolonie
Děvčátko z kolonie je nejznámější opereta, o třech jednáních s proměnou, českého skladatele Rudolfa Kubína na libreto Václava Rumla a Václava Poláčka, upravené nejprve Janem Paclem a později též Karlem Melicharem-Skoumalem. Zachycuje prostředí ostravských horníků a jejím hlavním hrdinou je hornická dechová kapela. Její písně ve své době v regionu zpopulárněly. Premiéra se konala 22. března 1942 v Ostravském divadle působícím tehdy v Národním domě.

## Vznik, charakteristika a historie operety
Skladatel Rudolf Kubín od roku 1935 působil v rozhlase ve své rodné Ostravě, a tam svou pozornost obrátil k folklóru, jednak k venkovskému (beskydskému), ale také zejména k městskému folklóru ostravských havířů. Shromažďoval a aranžoval pro soubory v různém obsazení tradiční havířské písně a skládal nové, z nichž některé přešly do jeho nejúspěšnější operety Děvčátko z kolonie.
Libreto mu k ní napsali Václav Ruml a Vladimír Poláček; Ruml podle vlastních slov studoval pro jeho napsání zvyky a obyčeje ostravských horníků z konce 19. století. Úpravu podle skladatelových námětů pak provedl Jan Pacl. Vlastní fabule byla napsána podle běžné operetní šablony se dvěma zamilovanými páry, kterým brání v lásce rodiče nebo prostě nedorozumění, zvláštním prvkem bylo především lokální prostředí ostravské havířské kolonie a zejména havířská kapela na scéně, která je vlastním hrdinou operety. Humor využíval působivost hornického slangu, jinak však byl značně přízemní.
Kubín operetu skládal od poloviny roku 1940 do začátku roku 1942. Některé její písně zazněly v rozhlase již dlouho před uvedením celé operety; první z nich, Hasne den, již 9. září 1940 z brněnského studia. Některé písně byly napsány na taneční rytmy běžné v tehdejší operetě (např. tango Když v šeru večera), jiné měly běžnou kupletní podobu (Ty hornické kolonie) nebo až nucenou bujarost (mazurka Štefky a Bohuše Když na dvorku slepička), většina se však pohybovala na půdorysu rytmů vlastních soudobé hudbě ostravských dělníků (polka, pochod, valčík, sousedská…), tedy v zásadě lidovkového nebo dechovkového typu, v nichž často zpěvní melodie vychází z instrumentálního základu spíše než naopak. Do 2. dějství navíc Kubín vložil své dva dřívější „Slezské tance“. Příklon k dechovce sice Kubínovi kritika vyčítala, obecenstvo však Děvčátko z kolonie bez výhrady přijalo a zamilovalo si je. Podle Kubínova životopisce V. Gregora je pro ně charakteristické „věrné zachycení hornického prostředí v koloniích za pomoci hudebního materiálu“.
Premiéra operety se konala 22. března 1942 v ostravském Národním domě (nyní Divadlo Jiřího Myrona). Režii měl Adolf Minský, dirigoval Vladimír Brázda, choreografii měl Emerich Gabzdyl, výpravu navrhl Antonín Handzel a kostýmy Josef a Marie Stejskalovi. Hráli Lída Slaná, Karel Uhlíř, Karel Třebický, Tylda Brabcová, Adolf Minský, Josef Kobr a další. Opereta měla okamžitý úspěch, ještě do konce divadelní sezóny se hrála 30krát a hrála se i v dalších sezónách, i když žádné jiné české profesionální divadlo ji v té době nepřevzalo.
Po premiéře písně z operety často uváděl brněnský a ostravský rozhlas, tiskem bylo vydáno zvláštní album i jednotlivé písně a sám skladatel pořídil hojné úpravy pro různá nástrojová obsazení. I díky tomu řada písní z operety zlidověla, tak hned titulní Děvčátko z kolonie, pochod Kamarádi, dolů sfárejme nebo polka Hornická kapela (mimo revír uváděná jako Ta česká kapela).
Poválečnému uvádění operety překáželo nevhodné libreto. To upravil pro obnovenou premiéru roku 1955 Karel Melichar-Skoumal (Kubín provedl jen nevýznamné revize), hlavní změnou bylo přesunutí děje z meziválečné doby na přelom 19. a 20. století. Nové znění mělo premiéru 10. září 1955 v podání operetního souboru Státního divadla v Ostravě. Opereta v režii Josef Kobra slavila opět úspěch, i když ani nové libreto nebylo kritikou přijato příznivě. Další profesionální inscenace vypravila divadla v Opavě (1959), Kladně (1963) a Českém Těšíně (1966). Týž soubor uvedl (v sále hotelu Piast) i dosud poslední profesionální nastudování operety v roce 1993. Opereta plná známých, nenáročných a neškolenému zpěvu dokonale přizpůsobených písní se však stala oblíbeným kusem amatérských divadel; ve 21. století ji hrál například ochotnický divadelní soubor Berani z Těškovic.
Kubín se sice nadále věnoval havířskému folklóru a lidovce, jeho další operety z havířského prostředí – Veselá směna (1946) a Havířská krev (též Hvězdy na zemi, 1955) – však zůstaly ve stadiu náčrtu.
Na počátku 70. let 20. století natočil režisér Zdeněk Havlíček v ostravském televizním studiu volně na podkladě operety televizní seriál (první hraný seriál produkovaný ostravskou televizí) s názvem Dispečer (1. díl se nazývá Dispečer a děvčátko z kolonie), který napsal Jaroslav Dietl. Z původního děje operety jsou převzaty jen náznaky a příběh se odehrává v současnosti, zůstala však hlavní postava kapelníka hornické kapely a řada Kubínových písní. Hlavní roli hrál Josef Kobr, jeden z účinkujících v premiéře Děvčátka z kolonie roku 1942.
Píseň Děvčátko z kolonie hraje dodnes zvonkohra na staré ostravské radnici.

## Děj operety
V ostravské hornické kolonii se připravuje oslava hlavního havířského svátku, svatého Prokopa (4. července). Hornická děvčata Štefka Šimonová a Boženka Gurecká se na slavnost zvláště těší, protože podle hornické pranostiky by se jim mohlo vyplnit jejich přání. Štefka má ráda Bohuše Káňu, mladého dirigenta malé hornické kapely, ale ten nemá natolik zajištěnou existenci, aby si ji mohl vzít. Naopak o horníkovi Hanysovi, který se Štefce rovněž dvoří, se říká, že zdědí z ciziny milión. Ani Boženka nemá o ctitele mezi horníky nouzi, ale její ovdovělá matka trvá na tom, že ji provdá jen za inženýra. Přesto se Božence ihned zalíbí nový havíř Jiří Olšar.
Zápletka se vyřeší během prokopské slavnosti. Bohuš Káňa je jmenován kapelníkem velké závodní kapely a může se nyní oženit se Štefkou. O Olšarovi se zjistí, že je ve skutečnosti báňským inženýrem, který mezi horníky sbírá zkušenosti, a drobné neshody mezi ním a Boženkou odstraní jeho přátelé, když pro ně uspořádají slavnost končící zásnubami.

## Nejznámější melodie
- Děvčátko z kolonie
- Až se jaro probudí
- Hasne den
- Kamarádi, dolů sfárejme
- Hornická kapela (Ta česká kapela)
- Řízná česká polka
- Snad je to náhodou
- Ty havířské kolonie
- Já mám kohoutka
- Veselí havířští kamarádi